# 长岛北岸
长岛北岸（North Shore of Long Island）是美国纽约州长岛北部长岛海湾沿岸地区，以其极度的财富和奢华的庄园而闻名，在20世纪之交获得了“黄金海岸”的绰号。历史上，这个术语指的是拿骚县和萨福克县的北亨普斯特德、牡蛎湾和亨廷顿等城镇的海岸线社区。最东端的黄金海岸豪宅是盖斯勒庄园，位于亨廷顿镇内萨隆加堡的印第安山乡村俱乐部以西。
北岸作为冰川冰碛的残余，散布着丘陵，其海滩比起沿大西洋的长岛南岸冰水冲积平原的平坦沙滩，较为崎岖。称为漂砾的巨大冰砾散布在该地区。

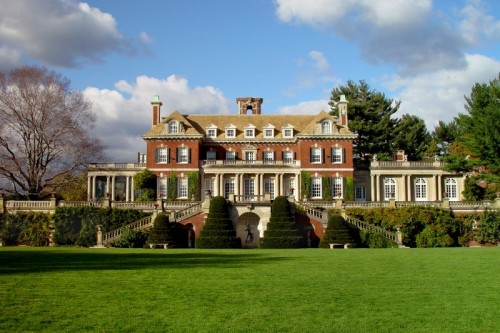
老韦斯特伯里花园

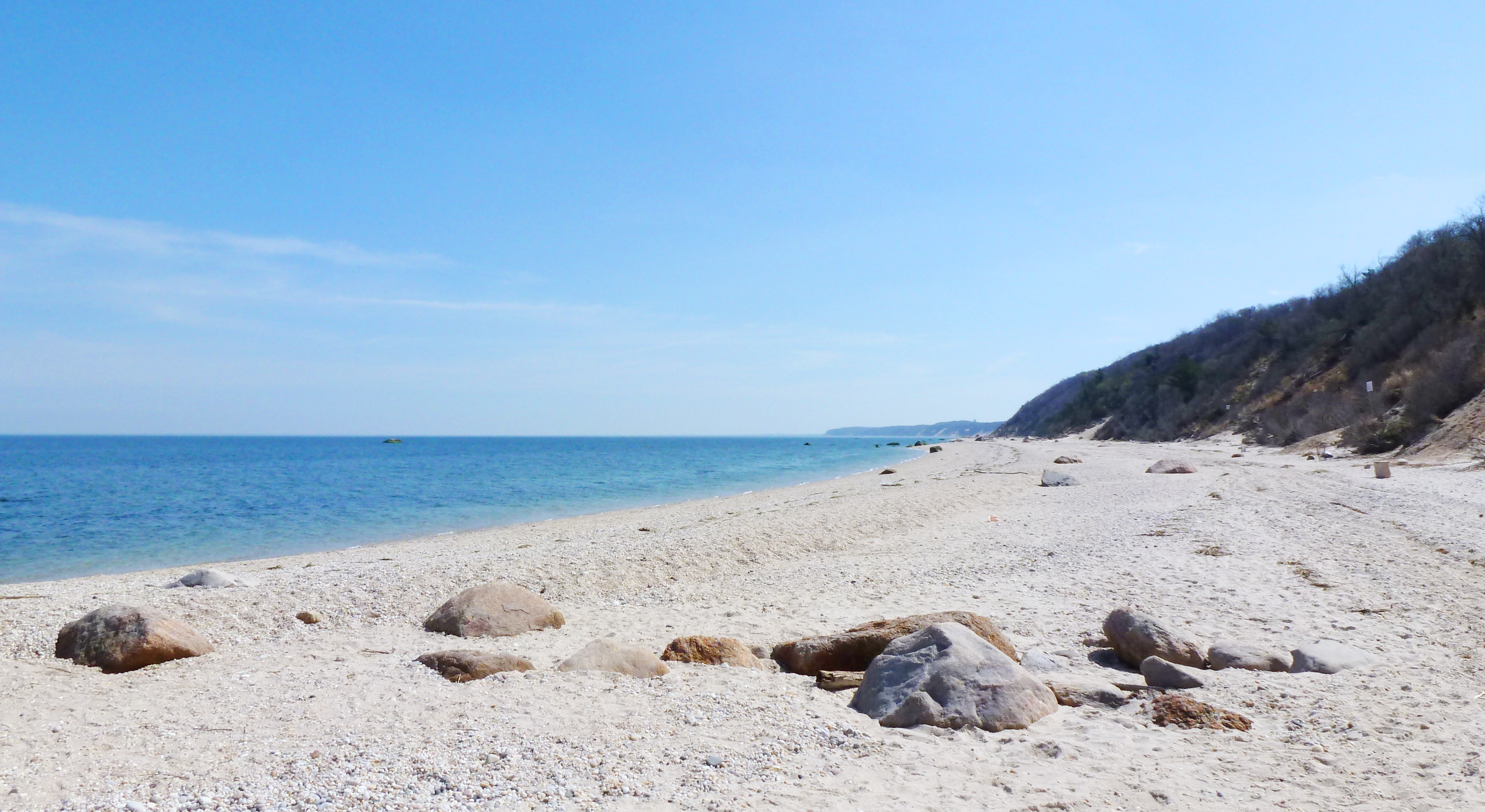
长岛北岸的海滩

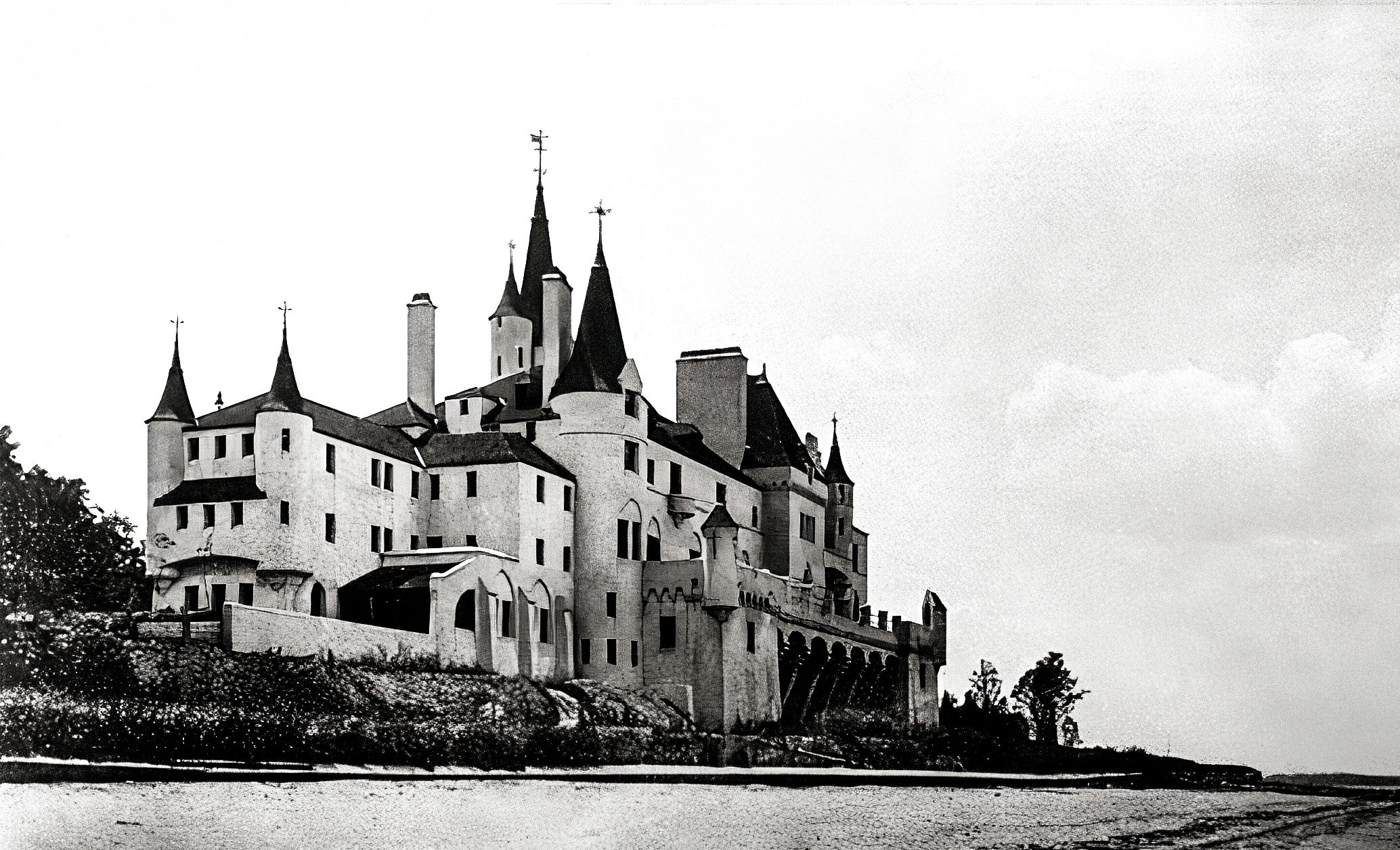
被拆除的Beacon Towers庄园，与奥赫卡城堡一起被认为影响了小说《了不起的盖茨比》

### 黄金海岸的庄园
- 寇塞特州立历史公园，原马歇尔·菲尔德三世庄园
- 库安德烈府邸
- 德拉梅特-贝文府邸
- Greentree
- 哈利 E. 唐奈府邸
- 汉普斯德宅邸
- 基伦沃斯
- 拿骚县艺术博物馆，原克莱顿庄园
- 奥赫卡城堡
- 老韦斯特伯里花园
- 范德比尔特博物馆
- 韦伯学院
- 原韦尔温庄园
- 美国商船学院，原福克府邸